# Chanteix
Chanteix település Franciaországban, Corrèze megyében. Lakosainak száma 615 fő (2022. január 1.). Chanteix Lagraulière, Saint-Clément, Saint-Germain-les-Vergnes, Saint-Mexant és Saint-Pardoux-l’Ortigier községekkel határos.

## Népesség
A település népességének változása:
| Lakosok száma | 642  | 520  | 520  | 554  | 580  | 592  | 610  | 625  | 629  | 615  |
|               | 1968 | 1982 | 1990 | 2006 | 2013 | 2015 | 2017 | 2019 | 2020 | 2022 |